# Drets humans al Marroc
El registre dels drets humans al Marroc és mixt. D'una banda, el Marroc ha fet millores considerables des dels repressius anys de plom sota el regnat de Hassan II (1961-1999); per contra, encara hi ha queixes sobre abusos de poder sota el seu relativament modernitzat fill, Mohammed VI. Hi ha hagut un major grau de modernització, i s'han concedit més drets a la població en general, i en particular les dones i els nens.
Aquest article tracta del Marroc i no del disputats Sàhara Occidental. Vegeu drets humans al Sàhara Occidental en aquest sentit. Marroc administra el 80% del territori, per tant, la llei marroquina s'aplica a les seves "Províncies Meridionals".

## Llibertat d'expressió
La llibertat de premsa és gairebé absent i es creu que molts periodistes exerceixen l'autocensura. El qüestionament de la legitimitat de la monarquia o les accions del Rei és un tabú i qüestionar la "integritat territorial" del regne (és a dir, l'annexió virtual del Sàhara Occidental) és il·legal. El 2005 el conegut periodista marroquí Ali Lmrabet va ser condemnat a "prohibició d'exercir el periodisme durant 10 anys" i una multa de 50.000 dirhams (uns 4.500 euros) per informar sobre el conflicte al Sàhara Occidental, segons Reporters Sense Fronteres Arxivat 2006-10-31 a Wayback Machine.. Molts destacats periodistes marroquins com Aboubakr Jamaï, Ali Anouzla, Ahmed Benchemsi i Rachid Nini, han estat reduïts al silenci a través d'una combinació de presó, fortes multes, boicot publicitari i distribució/retenció dels fons estatals. Molts periodistes online van ser condemnats a presó per criticar el rei o denunciar la corrupció rampant per governadors designats pel rei. Els seus casos van ser molt menys publicitats a nivell internacional, ja que sovint eren joves periodistes que escrivien per a publicacions petites o que cobrien notícies regionals (com Mohammed Erraji d'Agadir que va ser condemnat a 2 anys de presó el 2010 per criticar el discurs del rei).
Entre 2000 i 2007, amb l'aparició en l'escena d'unes poques revistes independents francòfones com TelQuel i Le Journal Hebdomadaire i les seves germanes homòlegs àrabs (per exemple, Assahifa Al Ousbouia), el control governamental sobre els mitjans de comunicació s'ha mogut una mica de la intervenció directa a les pressions més subtils, com ara l'ús de demandes i casos de difamació.
El 2 de maig de 2007 l'ONG amb seu a la ciutat de Nova York Comitè per la Protecció de Periodistes (CPJ) va publicar el seu informe anual sobre els "10 països on la llibertat de premsa està més deteriorada", on es va informar que segons el director executiu del CPJ, Joel Simon "el punt de suport de la democràcia a l'Àfrica és poc profund quan es tracta de la llibertat de premsa" i que el Marroc va ser un dels "Top 10 Retrògrads" el 2007 després d'"haver estat considerat líder en la seva regió". En l'informe, el Marroc va ser considerat, juntament amb Tunísia, el segons país on "ha sentenciat a presó a més periodistes en el món àrab".
D'acord amb l'índex de llibertat de premsa de 2013, Reporters Sense Fronteres ha classificat al Marroc el 136 de 179, una caiguda del país de la posició 89a el 2002. En l'índex de 2015 la mateixa organització havia col·locat Marroc el 130 de 180 països.
Segons l'informe anual de Human Rights Watch per 2016 les autoritats marroquines restringeixen el dret a l'expressió, reunió i assemblea pacífics mitjançant diverses lleis. Les autoritats segueixen processant als mitjans impresos i en línia quan critiquen al govern i al rei. A més, les autoritats van imposar obstacles administratius per restringir la feina dels periodistes. A Rabat la policia va expulsar dos periodistes francesos i va confiscar les seves cintes al·legant que no tenien autorització de rodatge. L'informe va dir que la televisió oficial marroquina permet una mica d'espai per al debat i la crítica. No obstant això, aquest debat no aborda les qüestions importants.

## Persecució política
La repressió governamental de la dissidència política s'ha reduït dràsticament des de mitjans de la dècada de 1990. Les dècades anteriors es descriuen a vegades com els Anys de plom (Les Années de Plomb), i inclou desaparicions forçades, assassinats d'opositors al govern i internament en camps i presons secretes com Tazmamart. Per examinar els abusos comesos durant el regnat de Hassan II (1961-1999), el govern ha establert una Comissió d'Equitat i Reconciliació (IER), que pretén la rehabilitació de les víctimes i pagar una indemnització pels atemptats de l'Estat contra ells. Això ha estat aclamat internacionalment com un gran pas cap endavant, i un exemple per al món àrab. No obstant això, la IER també ha estat atacada per parts dels defensors dels drets humans, ja que la seva missió era la de no revelar la identitat o perseguir als violadors dels drets humans, cosa que la majoria de les víctimes sol·licitaven.
També hi ha denúncies persistents de violència contra els sahrauís partidaris de la independència i manifestants del Polisario al Sàhara Occidental, considerat pel Marroc com les seves Províncies Meridionals, i Marroc ha estat acusat de detenir independentistes sahrauís com a presoners de consciència.
Al maig de 2006, una delegació de l'Oficina de l'Alt Comissionat de les Nacions Unides per als Drets Humans (ACNUDH) va visitar el territori en disputa del Sàhara Occidental i en el seu informe de la visita va criticar durament la falta de drets humans bàsics a la regió, en particular pel que fa a la població sahrauí. L'informe secret s'ha filtrat i es pot trobar a ARSO.org.
A l'octubre d'aquest mateix any el Marroc va aturar una visita anteriorment acordada i planificada d'una delegació del Parlament Europeu. La decisió es va produir menys de 48 hores abans que la delegació havia de partir a Rabat i al Sàhara Occidental. La missió era estudiar les presumptes violacions de drets humans, tant de Polisario com de les autoritats del Marroc. (texts en anglès i francès).
Marroc afirma que la majoria dels membres de la delegació eren coneguts partidaris del Front Polisario i, per tant, la neutralitat de la delegació no estava assegurada. El president de la delegació, Ioannis Kasoulides, va refutar aquestes acusacions dient que la composició del grup no l'havia de decidir el Marroc, a més Marroc ja anteriorment havia acceptat la composició del grup i a més se li havia permès influir en el seu programa de visites.

## Llibertat religiosa
La llibertat religiosa s'observa en general, amb algunes limitacions. Segons el portaveu del Govern marroquí, "el Regne garanteix no només la llibertat de culte, sinó també la construcció de llocs de culte per als cristians i els jueus, així com la realització dels seus rituals amb llibertat i respecte."
És il·legal fer proselitisme de religions diferents de l'Islam (article 220 del Codi Penal, 15 anys de presó).
Les activitats polítiques sota la rúbrica de l'Islam també estan restringides per l'estat. Encara hi ha una comunitat de jueus marroquins encara que la majoria [van emigrar en els anys següents a la creació de Israel en 1948.
Un projecte de llei de 2015 relatiu al codi penal establia, a través de la secció 219, augmentar les sancions contra qualsevol paraula o acte considerat blasfem. De fet, aquest text estableix que tota persona culpable d'"atemptar" d'"ofendre" o "insultar" i els profetes s'arriscava a penes de presó d'un a cinc anys i una multa de 20.000 a 200.000 dirhams. D'acord amb el mateix article, el delicte és punible sense importar el mitjà de difusió "ja sigui a través de discursos, amenaces pronunciades en espais o reunions públiques o per mitjà escrit, parlat, imprès, a través de mitjans audiovisuals i electrònics, o a través dels dibuixos animats, dibuixos, cançons, gestos o qualsevol altre mitjà". El segon paràgraf de l'esmentat article estableix "prohibir als encausats l'exercici de la seva professió o indústria. I a més de la capacitat per comandar qualsevol material escrit, enregistrament de dades electròniques o altres objectes relacionats amb el delicte." Amb aquest nou article, tota proposta relativa a l'ateisme o a una que religió no reconegui com a profeta Mahoma comporta la seva criminalització.

## Drets socials i igualtat

### Infants
Al Marroc, milers de nens (predominantment nenes i alguns de tan sols vuit anys) treballen il·legalment en cases particulars en el servei domèstic, on sovint pateixen violència física i verbal, aïllament i jornades laborals de set dies a la setmana que comencen a l'alba i continua fins a altes hores de la nit. Estan mal pagats i gairebé cap assisteix a l'escola. Els treballadors domèstics, inclosos els nens, s'exclouen del Codi de Treball del Marroc, i com a resultat no gaudeixen dels drets atorgats a altres treballadors, inclòs un salari mínim o límit en les seves hores de treball.
No obstant això, sota la llei de família marroquina (Mudawana de 2004) i la Constitució (2012), és il·legal tenir treballadors domèstics menors.

### Dones i família
El 2004, el Parlament marroquí va prendre mesures per millorar la situació de les dones i els nens, i ha aprovat una nova llei de família, Mudawanat al Usra (Codi de Família), que és considerat com a molt progressista per als estàndards regionals. Per exemple, als homes només se'ls permet tenir una esposa a menys que la seva dona signi un acord. A més de ser candidates en llistes electorals mixtes, les dones tenen una llista nacional a les eleccions parlamentàries que els permeti, almenys, el 10% dels escons.
Paral·lelament, i al setembre de 2006, s'ha fundat un observatori nacional per lluitar contra la violència contra la dona. Molts departaments estatals, administracions, universitats, així com associacions femenines nacionals van tractar de coordinar els esforços en conjunt.
Fins al 2006 la ciutadania marroquina era transferida als nens a través del pare. Soumya Naâmane Guessous, un sociòleg marroquí ha posat en marxa una campanya per a la transmissió de la ciutadania marroquina de la mare als seus fills. La capacitat de la mare per passar la seva nacionalitat als seus fills no apareix en el codi Mudawana, però va ser concedida per una decisió reial l'octubre de 2006.
Des del 2009 la nova legislació també permet a les dones divorciar-se dels seus marits sense el consentiment del marit.

### Identitat amaziga
Els activistes amazics sostenen regularment que sota la bandera de l'arabització, la seva llengua i la seva cultura única es reprimeixen a favor de l'àrab. Això és vist com a discriminació i mètode de marginació. Tanmateix, el 17 d'octubre de 2001 es va fundar l'Institut Reial de la Cultura Amaziga per mantenir i desenvolupar la llengua i cultura amazigues.

## Reforma de la policia i l'exèrcit
El 2006 el Marroc va començar a implementar algunes reformes relacionades amb la policia i l'exèrcit. El 16 d'octubre del mateix any va dissoldre la recentment creada unitat de policia Groupes Urbains de Sécurité (GUS). Mentre que molts marroquins consideraven la presència de GUS com un alleujament, molts altres ho van considerar com un pas enrere del govern del Makhzen.
La dissolució es va produir després de moltes crítiques sobre l'excés o els abusos de poder observats. Algunes de les accions irresponsables d'alguns membres de la unitat lliurades a l'opinió pública provocaren el seu descrèdit.
Els GUS també van ser acusats de corrupció. En molts casos, els infractors civils solien pagar un suborn (entre 10 i 20 dirhams) el que van donar lloc a l'aparició del malnom popular; "10 Drahem".

## Pena capital
Tot i que en teoria el càstig de capital encara no està abolida al Marroc, hi ha hagut només una execució des de 1983, i va succeir el 1993. Unes 198 persones van ser condemnades a mort entre 1956 i 1993, encara que hi ha va ser un moment de calma d'11 anys en les execucions entre gener de 1982 i agost de 1993. La Comissió d'Igualtat i Reconciliació (IER) ha estimat que 528 persones van morir durant el regnat de Hassan II tant en execucions judicials com extrajudicials.
Les organitzacions de drets humans i alguns mitjans de comunicació liberals i partits polítics d'esquerra encapçalats pel Front de Forces Democràtiques han estat tractant d'iniciar un debat sobre la pena de mort. Els moviments socials i civils, blocs i llocs web ja han començat a debatre el tema. La novament creada (2003) entitat política Coalition nationale pour l'abolition de la peine de mort au Maroc (CNAPM) que representa set associacions que porten el lema Ensemble pour l'abolition de la peine de mort (Junts contra la pena de mort) també està portant el debat.
En el pla polític la situació és paradoxal. Oficialment, l'actitud de l'actual govern és l'abolició "de facto". No obstant això, el Ministeri de Justícia ha declarat que el terrorisme segueix sent un obstacle per a l'abolició "de iure" i encara es transmeten sentències de mort, especialment contra els terroristes. Cal assenyalar que la qüestió de l'abolició va ser recomanada pel Consell de la Comissió d'Igualtat i Reconciliació.
A l'octubre de 2006 es va anunciar que el tema estava programat per a ser presentat per la seva votació al parlament en la primavera de 2007. S'espera una batalla política difícil entre els partits islamistes moderat dirigits pel Partit de la Justícia i el Desenvolupament (que advoquen per la sentència de mort per ser compatible amb la xaria) i els partits d'esquerra.
A l'abril de 2015, el ministre de Justícia i Llibertats (del govern PJD) va fer un anunci públic sobre un projecte de llei relativa a la pena capital, entre altres temes. L'objectiu és reduir el nombre de delictes punibles amb la pena de mort, de 31 a 11.

## Controvèrsia dels llocs negres de la CIA, 2006
Arran de l'atac terrorista a Casablanca al maig de 2003, els grups dels drets humans grups acusaren Marroc de maltractar i torturar als detinguts. Alguns mitjans de comunicació marroquins i internacionals també han al·legat que el país ha establert camps d'internament de la CIA ("black sites") al seu territori, al Centre d'interrogació de Témara on es van cometre violacions de drets humans. En setembre de 2006 els activistes van exigir que el Marroc reconegui l'existència d'aquests centres de detenció secrets.
Abans d'això, Vanessa Saenen de Human Rights Watch havia declarat en 2005 Tenim informació sobre la base d'entrevistes a persones que han estat a Guantánamo que hi ha centres de detenció secrets. Fins i tot el govern dels Estats Units no es molesta a amagar-ho, i tenim informació dels presoners alliberats a Jordània, al Marroc, a Egipte i a Líbia, però no a Romania i Polònia.

## Organitzacions i associacions
- La Lliga Marroquina per la Defensa dels Drets de l'Home al Marroc (LMDDH) una ONG sense ànim de lucre pels drets humans fundada l'11 de maig de 1972.
- Associació Marroquina dels Drets Humans (AMDH), una ONG sense ànim de lucre pels drets humans fundada el 24 de juny de 1979.
- Organització Marroquina dels Drets Humans (OMDH), una ONG sense ànim de lucre pels drets humans fundada el 10 de desembre de 1988.
- Consell Consultiu dels Drets Humans (CCDH), un cos governamental fundada en 1990; substituït en 2011 pel Consell Nacional dels Drets Humans.[30]
- Centre Marroquí dels Drets de l'Home ONG Democràtica Autònoma Arxivat 2017-02-20 a Wayback Machine. (CMDH), una ONG sense ànim de lucre pes drets humans fundada lel 9 d'abril de 1999.

## Situació històrica
El gràfic següent mostra les qualificacions del Marroc des de 1975 als informes de Llibertat al món publicats anualment per Freedom House. Un valor d'1 és "lliure"; 7 "no lliure".1
| \| Any \| Drets polítics \| Llibertats civils \| Situació \| Rei2 \| \| 1972 \| 5 \| 4 \| Parcialment lliure \| Hassan II \| \| 1973 \| 5 \| 5 \| Parcialment lliure \| Hassan II \| \| 1974 \| 5 \| 5 \| Parcialment lliure \| Hassan II \| \| 1975 \| 5 \| 5 \| Parcialment lliure \| Hassan II \| \| 1976 \| 5 \| 5 \| Parcialment lliure \| Hassan II \| \| 1977 \| 3 \| 4 \| Parcialment lliure \| Hassan II \| \| 1978 \| 3 \| 4 \| Parcialment lliure \| Hassan II \| \| 1979 \| 4 \| 4 \| Parcialment lliure \| Hassan II \| \| 1980 \| 4 \| 4 \| Parcialment lliure \| Hassan II \| \| 1981 \| 4 \| 5 \| Parcialment lliure \| Hassan II \| \| 19823 \| 4 \| 5 \| Parcialment lliure \| Hassan II \| \| 1983 \| 4 \| 5 \| Parcialment lliure \| Hassan II \| \| 1984 \| 4 \| 5 \| Parcialment lliure \| Hassan II \| \| 1985 \| 4 \| 5 \| Parcialment lliure \| Hassan II \| \| 1986 \| 4 \| 5 \| Parcialment lliure \| Hassan II \| \| 1987 \| 4 \| 5 \| Parcialment lliure \| Hassan II \| \| 1988 \| 4 \| 5 \| Parcialment lliure \| Hassan II \| \| 1989 \| 4 \| 4 \| Parcialment lliure \| Hassan II \| \| 1990 \| 4 \| 4 \| Parcialment lliure \| Hassan II \| \| 1991 \| 5 \| 5 \| Parcialment lliure \| Hassan II \| \| 1992 \| 6 \| 5 \| No lliure \| Hassan II \| \| 1993 \| 5 \| 5 \| Parcialment lliure \| Hassan II \| \| 1994 \| 5 \| 5 \| Parcialment lliure \| Hassan II \| \| 1995 \| 5 \| 5 \| Parcialment lliure \| Hassan II \| \| 1996 \| 5 \| 5 \| Parcialment lliure \| Hassan II \| \| 1997 \| 5 \| 5 \| Parcialment lliure \| Hassan II \| \| 1998 \| 5 \| 4 \| Parcialment lliure \| Hassan II \| \| 1999 \| 5 \| 4 \| Parcialment lliure \| Hassan II \| \| 2000 \| 5 \| 4 \| Parcialment lliure \| Mohammed VI \| \| 2001 \| 5 \| 5 \| Parcialment lliure \| Mohammed VI \| \| 2002 \| 5 \| 5 \| Parcialment lliure \| Mohammed VI \| \| 2003 \| 5 \| 5 \| Parcialment lliure \| Mohammed VI \| \| 2004 \| 5 \| 4 \| Parcialment lliure \| Mohammed VI \| \| 2005 \| 5 \| 4 \| Parcialment lliure \| Mohammed VI \| \| 2006 \| 5 \| 4 \| Parcialment lliure \| Mohammed VI \| \| 2007 \| 5 \| 4 \| Parcialment lliure \| Mohammed VI \| \| 2008 \| 5 \| 4 \| Parcialment lliure \| Mohammed VI \| \| 2009 \| 5 \| 4 \| Parcialment lliure \| Mohammed VI \| \| 2010 \| 5 \| 4 \| Parcialment lliure \| Mohammed VI \| \| 2011 \| 5 \| 4 \| Parcialment lliure \| Mohammed VI \| |                |                   |                    |             |
| Any | Drets polítics | Llibertats civils | Situació           | Rei2        |
| 1972 | 5              | 4                 | Parcialment lliure | Hassan II   |
| 1973 | 5              | 5                 | Parcialment lliure | Hassan II   |
| 1974 | 5              | 5                 | Parcialment lliure | Hassan II   |
| 1975 | 5              | 5                 | Parcialment lliure | Hassan II   |
| 1976 | 5              | 5                 | Parcialment lliure | Hassan II   |
| 1977 | 3              | 4                 | Parcialment lliure | Hassan II   |
| 1978 | 3              | 4                 | Parcialment lliure | Hassan II   |
| 1979 | 4              | 4                 | Parcialment lliure | Hassan II   |
| 1980 | 4              | 4                 | Parcialment lliure | Hassan II   |
| 1981 | 4              | 5                 | Parcialment lliure | Hassan II   |
| 19823 | 4              | 5                 | Parcialment lliure | Hassan II   |
| 1983 | 4              | 5                 | Parcialment lliure | Hassan II   |
| 1984 | 4              | 5                 | Parcialment lliure | Hassan II   |
| 1985 | 4              | 5                 | Parcialment lliure | Hassan II   |
| 1986 | 4              | 5                 | Parcialment lliure | Hassan II   |
| 1987 | 4              | 5                 | Parcialment lliure | Hassan II   |
| 1988 | 4              | 5                 | Parcialment lliure | Hassan II   |
| 1989 | 4              | 4                 | Parcialment lliure | Hassan II   |
| 1990 | 4              | 4                 | Parcialment lliure | Hassan II   |
| 1991 | 5              | 5                 | Parcialment lliure | Hassan II   |
| 1992 | 6              | 5                 | No lliure          | Hassan II   |
| 1993 | 5              | 5                 | Parcialment lliure | Hassan II   |
| 1994 | 5              | 5                 | Parcialment lliure | Hassan II   |
| 1995 | 5              | 5                 | Parcialment lliure | Hassan II   |
| 1996 | 5              | 5                 | Parcialment lliure | Hassan II   |
| 1997 | 5              | 5                 | Parcialment lliure | Hassan II   |
| 1998 | 5              | 4                 | Parcialment lliure | Hassan II   |
| 1999 | 5              | 4                 | Parcialment lliure | Hassan II   |
| 2000 | 5              | 4                 | Parcialment lliure | Mohammed VI |
| 2001 | 5              | 5                 | Parcialment lliure | Mohammed VI |
| 2002 | 5              | 5                 | Parcialment lliure | Mohammed VI |
| 2003 | 5              | 5                 | Parcialment lliure | Mohammed VI |
| 2004 | 5              | 4                 | Parcialment lliure | Mohammed VI |
| 2005 | 5              | 4                 | Parcialment lliure | Mohammed VI |
| 2006 | 5              | 4                 | Parcialment lliure | Mohammed VI |
| 2007 | 5              | 4                 | Parcialment lliure | Mohammed VI |
| 2008 | 5              | 4                 | Parcialment lliure | Mohammed VI |
| 2009 | 5              | 4                 | Parcialment lliure | Mohammed VI |
| 2010 | 5              | 4                 | Parcialment lliure | Mohammed VI |
| 2011 | 5              | 4                 | Parcialment lliure | Mohammed VI |

## Tractats internacionals
La postura del Marroc sobre els tractats internacionals dels drets humans és:
| \| Tractat \| Organització \| Introduït \| Signat \| Ratificat \| \| Convenció per la Prevenció i la Sanció del Delicte de Genocidi[32] \| Nacions Unides \| 1948 \| - \| 1958 \| \| Convenció Internacional sobre l'Eliminació de totes les Formes de Discriminació Racial[33] \| Nacions Unides \| 1966 \| 1967 \| 1970 \| \| Pacte Internacional dels Drets Econòmics, Socials i Culturals[34] \| Nacions Unides \| 1966 \| 1977 \| 1979 \| \| Pacte Internacional de Drets Civils i Polítics[35] \| Nacions Unides \| 1966 \| 1977 \| 1979 \| \| Primer Protocol Facultatiu del Pacte Internacional de Drets Civils i Polítics[36] \| Nacions Unides \| 1966 \| - \| - \| \| Convenció per la Imprescriptibilitat dels Crims contra la Humanitat i Crims de Guerra][37] \| Nacions Unides \| 1968 \| - \| - \| \| Convenció Internacional sobre la Repressió i el Càstig del Crim d'Apartheid[38] \| Nacions Unides \| 1973 \| - \| - \| \| Convenció sobre l'eliminació de totes les formes de discriminació contra la dona[39] \| Nacions Unides \| 1979 \| - \| 1993 \| \| Convenció contra la tortura i altres tractes o penes cruels, inhumanes o degradants[40] \| Nacions Unides \| 1984 \| 1986 \| 1993 \| \| Convenció sobre els drets de l'infant[41] \| Nacions Unides \| 1989 \| 1990 \| 1993 \| \| Segon Protocol Facultatiu del Pacte Internacional de Drets Civils i Polítics[42] \| Nacions Unides \| 1989 \| - \| - \| \| Convenció internacional sobre la protecció dels drets de tots els treballadors migratoris i dels seus familiars[43] \| Nacions Unides \| 1990 \| 1991 \| 1993 \| \| Protocol Facultatiu de la Convenció sobre l'eliminació de totes les formes de discriminació contra la dona[44] \| Nacions Unides \| 1999 \| - \| - \| \| Protocol Facultatiu de la Convenció sobre els Drets del Nen relatiu a la participació d'infants en els conflictes armats[45] \| Nacions Unides \| 2000 \| 2000 \| 2002 \| \| Protocol Facultatiu de la Convenció sobre els Drets de l'Infant relatiu a la venda d'infants, la prostitució infantil i la pornografia infantil[46] \| Nacions Unides \| 2000 \| 2000 \| 2001 \| \| Convenció Internacional sobre els Drets de les Persones amb Discapacitat[47] \| Nacions Unides \| 2006 \| 2007 \| 2009 \| \| Protocol Facultatiu de la Convenció sobre els Drets de les Persones amb Discapacitat[48] \| Nacions Unides \| 2006 \| - \| 2009 \| \| Convenció internacional per a la protecció de totes les persones contra les desaparicions forçades[49] \| Nacions Unides \| 2006 \| 2007 \| 2013 \| \| Protocol Facultatiu del Pacte Internacional de Drets Econòmics, Socials i Culturals[50] \| Nacions Unides \| 2008 \| - \| - \| \| Protocol Facultatiu de la Convenció sobre els Drets del Nen en Procediment de Comunicacions[51] \| Nacions Unides \| 2011 \| 2012 \| - \| |                |           |        |           |
| Tractat | Organització   | Introduït | Signat | Ratificat |
| Convenció per la Prevenció i la Sanció del Delicte de Genocidi | Nacions Unides | 1948      | -      | 1958      |
| Convenció Internacional sobre l'Eliminació de totes les Formes de Discriminació Racial | Nacions Unides | 1966      | 1967   | 1970      |
| Pacte Internacional dels Drets Econòmics, Socials i Culturals | Nacions Unides | 1966      | 1977   | 1979      |
| Pacte Internacional de Drets Civils i Polítics | Nacions Unides | 1966      | 1977   | 1979      |
| Primer Protocol Facultatiu del Pacte Internacional de Drets Civils i Polítics | Nacions Unides | 1966      | -      | -         |
| Convenció per la Imprescriptibilitat dels Crims contra la Humanitat i Crims de Guerra] | Nacions Unides | 1968      | -      | -         |
| Convenció Internacional sobre la Repressió i el Càstig del Crim d'Apartheid | Nacions Unides | 1973      | -      | -         |
| Convenció sobre l'eliminació de totes les formes de discriminació contra la dona | Nacions Unides | 1979      | -      | 1993      |
| Convenció contra la tortura i altres tractes o penes cruels, inhumanes o degradants | Nacions Unides | 1984      | 1986   | 1993      |
| Convenció sobre els drets de l'infant | Nacions Unides | 1989      | 1990   | 1993      |
| Segon Protocol Facultatiu del Pacte Internacional de Drets Civils i Polítics | Nacions Unides | 1989      | -      | -         |
| Convenció internacional sobre la protecció dels drets de tots els treballadors migratoris i dels seus familiars | Nacions Unides | 1990      | 1991   | 1993      |
| Protocol Facultatiu de la Convenció sobre l'eliminació de totes les formes de discriminació contra la dona | Nacions Unides | 1999      | -      | -         |
| Protocol Facultatiu de la Convenció sobre els Drets del Nen relatiu a la participació d'infants en els conflictes armats | Nacions Unides | 2000      | 2000   | 2002      |
| Protocol Facultatiu de la Convenció sobre els Drets de l'Infant relatiu a la venda d'infants, la prostitució infantil i la pornografia infantil | Nacions Unides | 2000      | 2000   | 2001      |
| Convenció Internacional sobre els Drets de les Persones amb Discapacitat | Nacions Unides | 2006      | 2007   | 2009      |
| Protocol Facultatiu de la Convenció sobre els Drets de les Persones amb Discapacitat | Nacions Unides | 2006      | -      | 2009      |
| Convenció internacional per a la protecció de totes les persones contra les desaparicions forçades | Nacions Unides | 2006      | 2007   | 2013      |
| Protocol Facultatiu del Pacte Internacional de Drets Econòmics, Socials i Culturals | Nacions Unides | 2008      | -      | -         |
| Protocol Facultatiu de la Convenció sobre els Drets del Nen en Procediment de Comunicacions | Nacions Unides | 2011      | 2012   | -         |